# Gambit – Der Masterplan
Gambit – Der Masterplan ist eine US-amerikanische Kriminalkomödie aus dem Jahr 2012 des Regisseurs Michael Hoffman. Cameron Diaz, Colin Firth und Alan Rickman erhielten die Hauptrollen in der Neuverfilmung zu Das Mädchen aus der Cherry-Bar aus dem Jahr 1966.

## Handlung
Der englische Kunstkurator Harry Deane will sich an seinem despotischen Chef Lionel Shahbandar rächen. Mit seinem Freund, dem Maler Major Wingate, plant er, Lionel ein gefälschtes Gemälde von Claude Monet zu verkaufen. Das Gemälde gehört zur Getreideschoberserie Monets, gilt jedoch seit dem Zweiten Weltkrieg als verloren, war es doch Teil des Raubkunstbesitzes Görings in Carinhall. Da der damalige Befehlshaber der Stürmung Carinhalls Puznowski hieß, sucht Harry in einem texanischen Dorf die gleichnamige junge Frau PJ Puznowski auf, eine Arbeiterin in einer Geflügelfabrik und Freizeitrodeoreiterin. In Harrys Vorstellung läuft der Betrug reibungslos: PJ ist von seinem Vorschlag, an einem Betrug teilzunehmen und dafür viel Geld zu verdienen, begeistert, er fotografiert sie mit ihrer Großmutter in ihrem Wohnwagen vor dem gefälschten Bild, veröffentlicht das Foto als Teil einer Serie zum Rodeo in den USA in einer Zeitschrift, die zum Verlagshaus von Lionel gehört, und dieser stößt beim Blättern in der Zeitung auf das Foto mit dem Gemälde. Sofort elektrisiert, lässt er die vermeintliche Enkelin Puznowskis samt Bild einfliegen, Harry prüft das Bild und befindet es für echt, Lionel geht auf den horrenden Kaufpreis von 12 Millionen Pfund ein, PJ erhält ihre abgemachte Abfindung von 500.000 Pfund und Harry und Wingate haben nicht nur viel Geld, sondern auch ihre Rache. In Wirklichkeit entwickeln sich die Dinge jedoch anders.
PJ anzusprechen fällt Harry schwer und endet mit Verletzungen, wird er doch von einem Verehrer PJs niedergeschlagen. Das geplante Foto vor dem durch Wingate gemalten Monet gelingt, doch hat Lionel keinerlei Interesse an dem Gemälde, da er vermutet, dass es sich um eine Kopie handelt. Nur schwer kann Harry seinen Boss davon überzeugen, PJ und das Gemälde nach London einfliegen zu lassen. Dann wiederum zeigt Lionel viel mehr Interesse an der unkonventionellen PJ als am Bild. Lionel macht PJ zudem klar, dass nicht Harry das Gemälde prüfen wird, sondern der Deutsche Martin Zaidenweber. Harry sei ein geborener Verlierer. Es gelingt Harry, Martin die Zusammenarbeit mit Lionel als unvorteilhaft auszureden. Zudem erhält er mit PJ eine Einladung zu einem Maskenfest, bei dem Harry das Gemälde besichtigen will. Lionel hat auch ein Gegenstück der Getreideschober-Serie in seinem Besitz, das er einst dem japanischen Fernsehmagnaten Takagawa bei einer Auktion wegschnappte. Dieser Fernsehmagnat erscheint mit seiner Entourage ebenfalls auf Lionels Fest, wollte er mit dem Zeitungskönig doch eine Kooperation abschließen, aus der sich Lionel wiederum mit PJs Hilfe verabschiedete. Während Lionel, PJ und die Japaner auf der Feier das Feuerwerk bestaunen, baut Harry das falsche Gemälde auf einer Staffelei neben dem originalen Gegenstück der Getreideschober-Serie auf. Kurz darauf erscheinen Lionel, PJ und auch Martin Zaidenweber, der ohne Harrys Wissen weiterhin für Lionel arbeitet. Martin prüft das Gemälde und bestätigt zu Harrys Verblüffung dessen Echtheit. Harry verwischt daraufhin die Ölfarbe des Bildes und entlarvt es so als Fälschung. Lionel reagiert düpiert und Harry reicht seine Kündigung ein.
Wenig später sind Harry, Wingate und PJ auf dem Weg zum Flughafen. PJ verabschiedet sich. Kurz darauf treffen Harry und Wingate auf die Japaner: Harry hatte während des Feuerwerks den echten, an der Wand hängenden Monet mit einer Fälschung Wingates ausgetauscht. Den echten Monet hat er nun bei sich und übergibt ihn Takagawa, der einst von Lionel bei der Auktion um das Gemälde ausgestochen worden war. Takagawa überweist im Gegenzug mehrere Millionen Pfund für den echten Monet auf Harrys geheimes Schweizer Konto. Die Rache an Lionel ist perfekt. Harry und Wingate gehen davon und planen dabei bereits, weitere Fälschungen an den reichen Mann zu bringen.

## Produktion
Die Rechte am Film kaufte Alliance Films von FilmNation Entertainment auf, veröffentlichte den Film unter Alliance in Kanada und brachte ihn in Großbritannien unter Momentum Pictures und in Spanien als Aurum Productions in die Kinos.

### Dreharbeiten
Der Film wurde hauptsächlich in England gedreht, dabei dienten in London der Heathrow Airport, das Savoy Hotel und The Strand als Schauplätze, sowie Stratford-upon-Avon in Warwickshire. Weitere Aufnahmen entstanden in Albuquerque, New Mexico. Die Dreharbeiten begannen im Mai 2011 und endeten am 20. Juli 2011.

### Einfluss
Ethan und Joel Coen schrieben das Drehbuch zum Remake, das Original wurde im Jahr 1966 unter dem Titel Das Mädchen aus der Cherry-Bar veröffentlicht. Dabei spielte Michael Caine den Dieb und Shirley MacLaine seine Gehilfin. Die Story wurde verändert, so dass nun ein gefälschtes Gemälde an einen Sammler verkauft werden soll und keine Skulptur von einem Millionär entwendet wird. Zudem wurde die Handlung nach England versetzt und spielt nicht wie in Das Mädchen aus der Cherry-Bar in Arabien oder Hongkong.

### Cast
Im Februar 2011 wurde bekannt, dass Cameron Diaz und Colin Firth die Hauptrollen erhalten haben. Diaz erhielt die Rolle als texanische Rodeoreiterin PJ Puznowski und Firth als Kunstkurator Harry Deane, der einen gefälschten Monet verkaufen will. Im März 2011 wurde bekannt, dass Alan Rickman und Tom Courtenay ebenfalls in der Komödie zu sehen sein werden. Rickman verkörperte dabei den reichen Kunstsammler Lionel Shahbandar und Courtenay die Rolle des Major Wingate.
Cameron Diaz hielt sich ab April 2011 in einem privaten Sportstudio in South Kensington fit, in dem auch Prinz Harry Mitglied ist. Dabei traf sie den Prinzen mehrfach und ist seitdem mit ihm befreundet. Colin Firth ist in einer Szene ohne Hose zu sehen, was ihm peinlich war, da man seine Beine sah. Alan Rickman fiel es leichter, sich für mehrere Szenen vollständig zu entblößen.

### Marketing
Ein Trailer zur Kriminalkomödie wurde am 20. September 2012 veröffentlicht.

## Synchronisation
Die deutsche Sprachfassung wurde bei Interopa Film in Berlin nach einem Dialogbuch und unter der Dialogregie von Marius Clarén produziert.
| Rolle                 | Schauspieler      | Sprecher             |
| --------------------- | ----------------- | -------------------- |
| Harry Deane           | Colin Firth       | Tom Vogt             |
| Lionel Shahbandar     | Alan Rickman      | Bernd Rumpf          |
| PJ Puznowski          | Cameron Diaz      | Katrin Fröhlich      |
| Martin Zaidenweber    | Stanley Tucci     | Lutz Mackensy        |
| Major Wingate         | Tom Courtenay     | Jürgen Thormann      |
| Chuck                 | Sadao Ueda        | Marius Clarén        |
| Empfangschef im Savoy | Pip Torrens       | Oliver Siebeck       |
| Großmutter Merle      | Cloris Leachman   | Katharina Lopinski   |
| Mr. Knowles           | Gerard Horan      | Reinhard Scheunemann |
| Xander                | Julian Rhind-Tutt | Sascha Rotermund     |

## Veröffentlichung
Am 7. November 2012 feierte Gambit in London Filmpremiere und lief ab dem 21. November dort in den Kinos. Der Film startete in Deutschland am 20. Juni 2013 in den Kinos.

## Kritik
Der Film stieß bei englischsprachigen Kritikern auf weit überwiegende Ablehnung. Basierend auf der Auswertung von 45 Kritiken wird auf Rotten Tomatoes eine Zustimmungsquote von gerade einmal 18 % ausgewiesen.

„Dieses Remake über einen Kunstraub ist um einiges schwerfälliger als das Original.“

„In jeder Hinsicht Mittelmaß.“

„Hoffman übersieht die Brüche und inszenatorischen Reibeflächen seines Drehbuchs. Mehr noch stampft er den Charme der Dialoge völlig ein, indem er versucht, für jedes Wort das passgenaue Bild zu finden. Ein Skript schlichtweg abzufilmen, ist aber vor allem eines: gähnend langweilig.“